# Hydrochorie

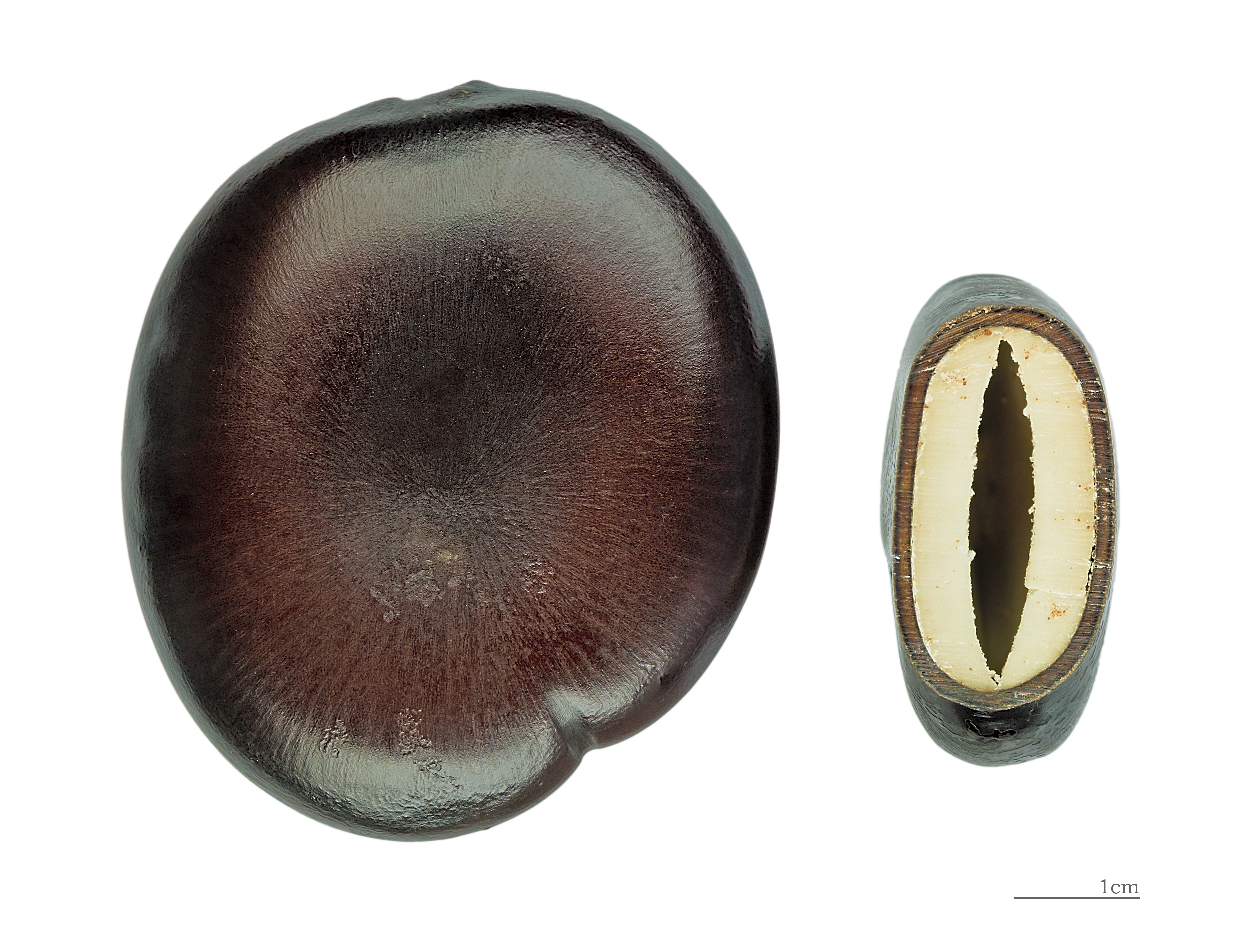
Entada phaseoloides - Hydrochorie

Hydrochorie (Grieks ὕδωρ hudōr = water; chorous = verspreiden) is de verspreiding van de zaden of vruchten van een plant via water. Dit kan via vallende spatwater (regendruppels) maar meestal via oppervlakte water en uitzonderlijk ook via zeewater. 